# دریای لابرادور
{{Infobox sea
|name=دریای لابرادور
|image=Labrador-sea-paamiut.jpg
|caption=Past sunset at Labrador Sea, off the coast of Paamiut, Greenland, in July 2009.
|image_bathymetry=Labrador sea map.png
|caption_bathymetry=
|location=
|coords=۶۱° شمالی ۵۶° غربی / ۶۱°شمالی ۵۶°غربی مختصات: پارامتر: «type=» باید «type:»

دریای لابرادور (به انگلیسی: Labrador Sea) بخشی از آب‌های شمال‌غربی اقیانوس اطلس شمالی در آمریکای شمالی است که سواحل لابرادور (در شرق کانادا) در جنوب‌غربی و سرزمین گرینلند (متعلق به دانمارک) در شمال‌شرقی آن واقع شده‌اند. این دریا در شمال خود از طریق تنگه دیویس به خلیج بافین و در غرب از طریق تنگه هادسون به خلیج هادسون مرتبط می‌شود. جریانی اقیانوسی موسوم به جریان لابرادور که سرد و کم‌نمک است در کرانهٔ سواحل کانادا به سمت جنوب جریان دارد و همزمان جریان دیگری که گرمتر و شورتر است به نام جریان غرب گرینلند در حاشیهٔ سواحل گرینلند به سمت شمال جاری است. از آنجا که جریان لابرادور کوه‌های یخ عظیمی را با خود حمل می‌کند، مسیر اصلی حرکت کشتی‌ها از بخش شرقی دریا انجام می‌گیرد که از اواسط تابستان تا اواخر پاییز قابل کشتیرانی است.
دریای لابرادور دارای ذخایر ماهی کاد است و ماهیگیری جزو صنایع مهم گرینلند به‌شمار می‌رود. این دریا همچنین در گذشته شاهد عبور کاشفان بسیاری بوده‌است که در جستجوی گذرگاه شمال‌غربی، مسیری دریایی که اقیانوس‌های اطلس و آرام را به‌هم می‌پیوندد، از آن گذشته‌اند.